# Changning (Xichang)
Changning (chinesisch 长宁街道, Pinyin Chángníng Jiēdào) ist ein Straßenviertel der kreisfreien Stadt Xichang im Autonomen Bezirk Liangshan der Yi in der südwestchinesischen Provinz Sichuan. Changning befindet sich im Nordwesten Xichangs, wo es an die Gemeinde Xiaomiao grenzt. Es hat eine Fläche von 0,8966 km² und 5.830 Einwohner (Stand: Zensus 2020).

## Administrative Gliederung
Changning setzt sich aus zwei Einwohnergemeinschaften zusammen. Diese sind:
- Einwohnergemeinschaft Changninglu Bei (长宁路北社区);
- Einwohnergemeinschaft Changninglu Nan (长宁路南社区).